# SN 1968E
SN 1968E – supernowa typu Ia odkryta 1 marca 1968 roku w galaktyce NGC 2713. W momencie odkrycia miała maksymalną jasność 14,00m.